# مارکو سینیگاگلیا
مارکو سینیگاگلیا (انگلیسی: Marco Sinigaglia؛ زادهٔ ۲۹ فوریهٔ ۱۹۶۸) بازیکن فوتبال اهل ایتالیا است.
از باشگاه‌هایی که در آن بازی کرده‌است می‌توان به باشگاه فوتبال تورینو، باشگاه فوتبال کیه‌وو ورونا، باشگاه فوتبال مونتسا، و باشگاه فوتبال کومو اشاره کرد.